# All Night (Maroon 5)
All Night è un singolo del gruppo musicale statunitense Maroon 5, pubblicato il 23 giugno 2025 come secondo estratto dall'ottavo album in studio dei Maroon 5 Love Is Like.

## Video musicale
Il video musicale, diretto da Aerin Moreno è stato pubblicato il 27 giugno 2025.

## Tracce
1. All Night – 2:45